# Арабей (син на Ероп)
Вижте пояснителната страница за други личности с името Арабей.
Арабей (на старогръцки: Ἀρραβαῖος) е македонски благородник от Линкестида в Горна Македония.
Той е вторият син на военачалника Ероп († сл. 338 г. пр. Хр.). След убийството на цар Филип II Македонски от Павзаний през октомври 336 г. пр. Хр. Александър Велики екзекутира Архабай и брат му Херомен в деня на погребението на Филип II, заради участие в убийството. Най-малкият му брат Александър е оставен жив и през 330 г. пр. Хр. също е екзекутиран от него.
Арабей е баща на Неоптолем († 334 г. пр. Хр.) и Аминта († 333 г. пр. Хр.). Неоптолем бяга в двора на персийския велик цар в Персеполис. Другият му син Аминта е военачалник на Александър Велики.